# Matthew McLean
Matthew McLean –conocido como Matt McLean– (Cleveland, 13 de mayo de 1988) es un deportista estadounidense que compite en natación, especialista en el estilo libre.
Participó en los Juegos Olímpicos de Londres 2012, obteniendo una medalla de oro en la prueba de 4 × 200 m libre. Ganó dos medallas de oro en el Campeonato Mundial de Natación en Piscina Corta, en los años 2012 y 2014.

## Palmarés internacional
| Juegos Olímpicos                    | Juegos Olímpicos      | Juegos Olímpicos | Juegos Olímpicos |
| Año                                 | Lugar                 | Medalla          | Prueba           |
| ----------------------------------- | --------------------- | ---------------- | ---------------- |
| 2012                                | Londres (Reino Unido) | Medalla de oro   | 4 × 200 m libre  |
| Campeonato Mundial en Piscina Corta |                       |                  |                  |
| Año                                 | Lugar                 | Medalla          | Prueba           |
| 2012                                | Estambul (Turquía)    | Medalla de oro   | 4 × 200 m libre  |
| 2014                                | Doha (Catar)          | Medalla de oro   | 4 × 200 m libre  |